# Cruciata glabra
Croisette de printemps, Croisette glabre
Espèce
La Croisette de printemps ou Croisette glabre (Cruciata glabra) est une espèce de plantes vivaces de la famille des Rubiacées.